# Ohaba Streiului, Hunedoara
Ohaba Streiului este un sat ce aparține orașului Călan din județul Hunedoara, Transilvania, România.

## Istoric
Prima atestare documentară este din anul 1352: Kysfalwa.

## Lăcașuri de cult

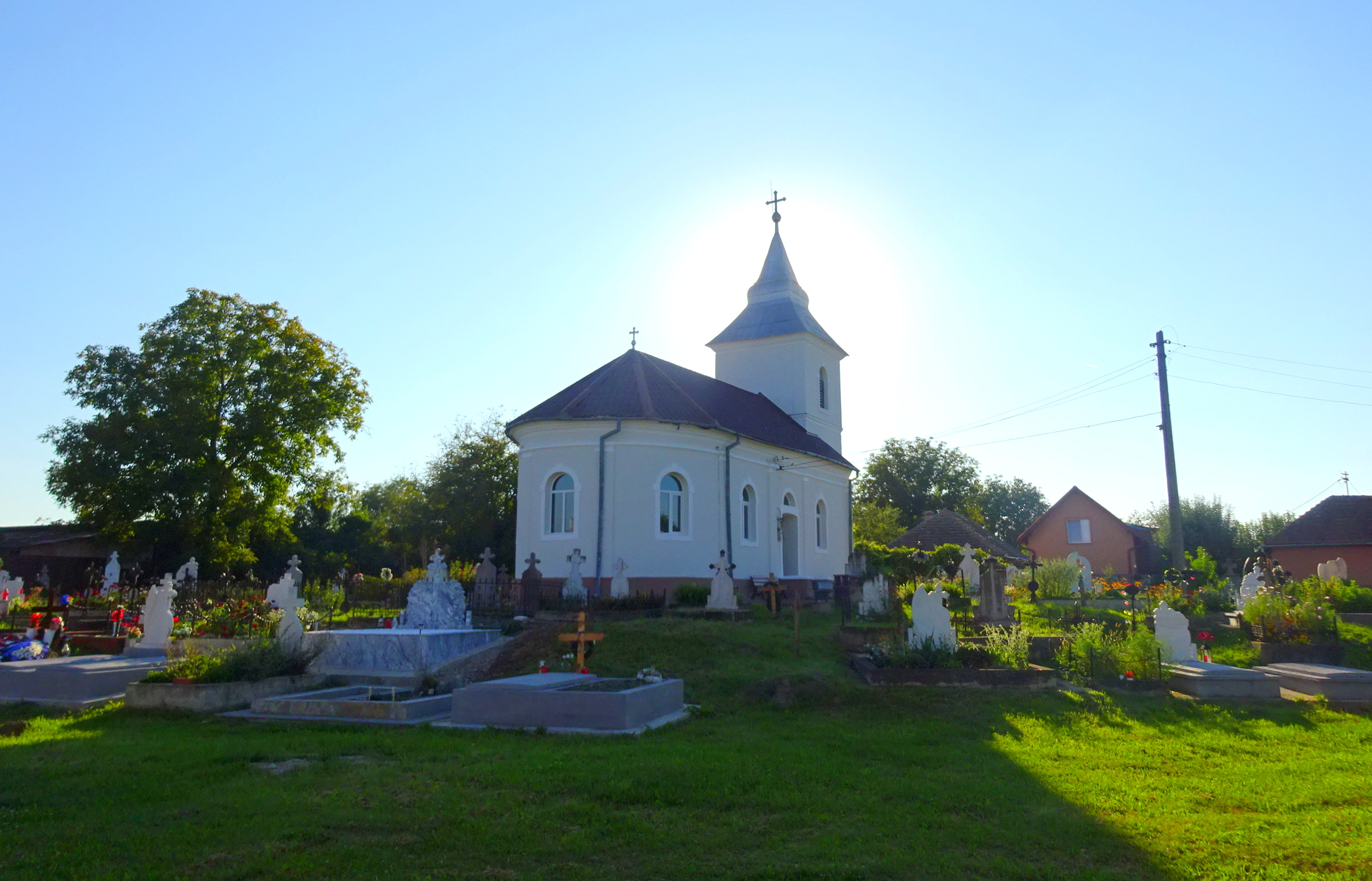
Biserica Sfinții Arhangheli din Ohaba Streiului

Dincolo de Călan, înspre răsărit, se află situat satul Ohaba Streiului. Continuatoare a unui lăcaș de cult mai vechi, menționat atât în tabelele conscripțiilor din 1733, 1750, 1761-1762, 1805 și 1829-1831, cât și pe harta iosefină a Transilvaniei (1769-1773), actuala biserică a fost construită, prin eforturile întregii obști, între anii 1912 și 1916, în timpul păstoririi preotului Ieronim Uieț.
Închinată „Sfinților Arhangheli Mihail și Gavriil”, aceasta se compune dintr-un altar semicircular nedecroșat, o navă dreptunghiulară de dimensiuni medii, compartimentată în naos și pronaos, și un turn-clopotniță masiv, cu un coif piramidal, învelit în tablă; în rest, s-a utilizat țigla. Accesul la interior se realizează prin două uși, amplasate pe laturile de vest și de nord ale edificiului. Pictată în 1998-1999 de Lucian Mara din Deva, biserica a fost sfințită, în urma unei reparații capitale, în 2004.

## Imagini

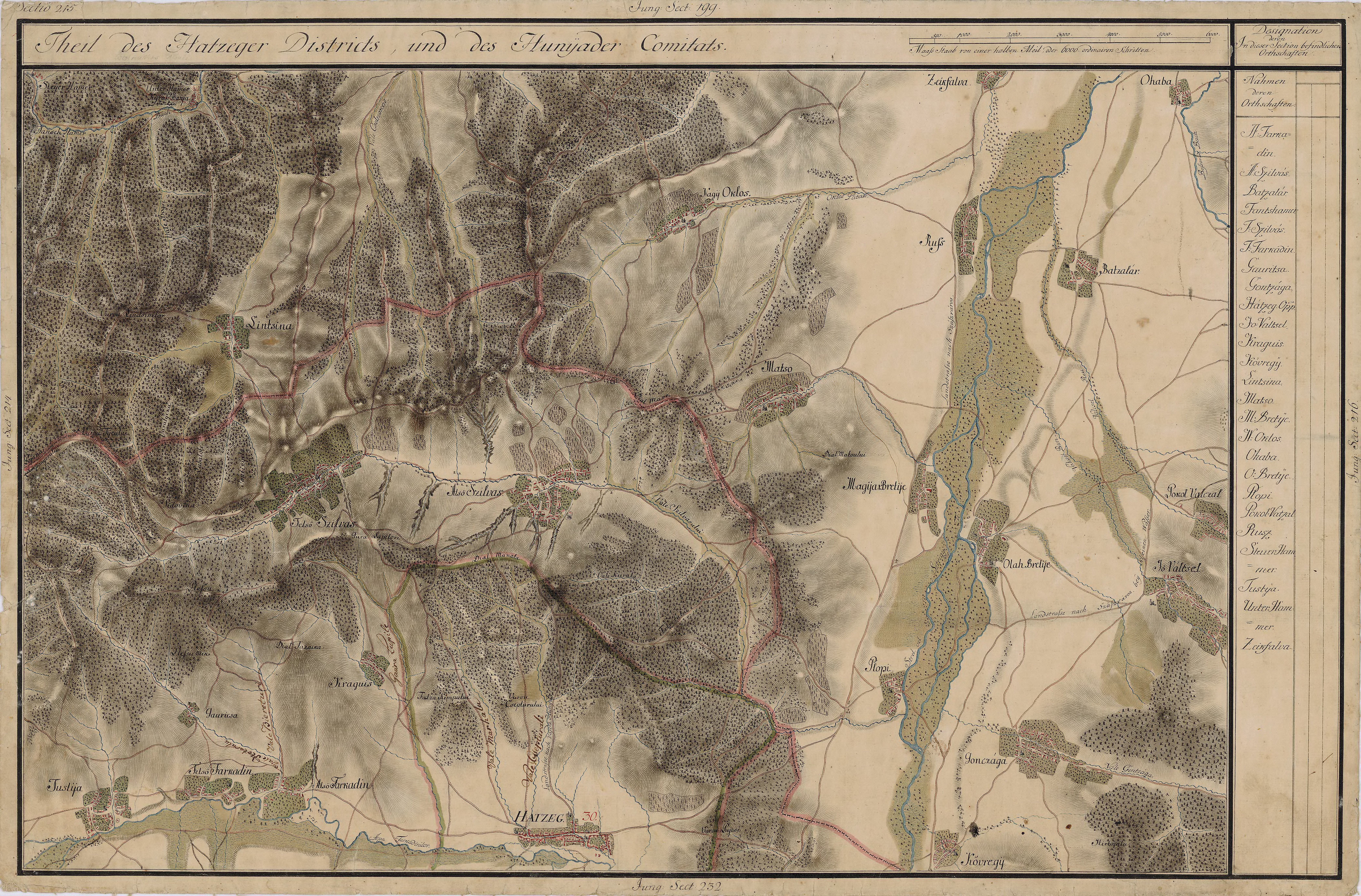
Ohaba Streiului în Harta Iosefină a Transilvaniei, 1769-1773
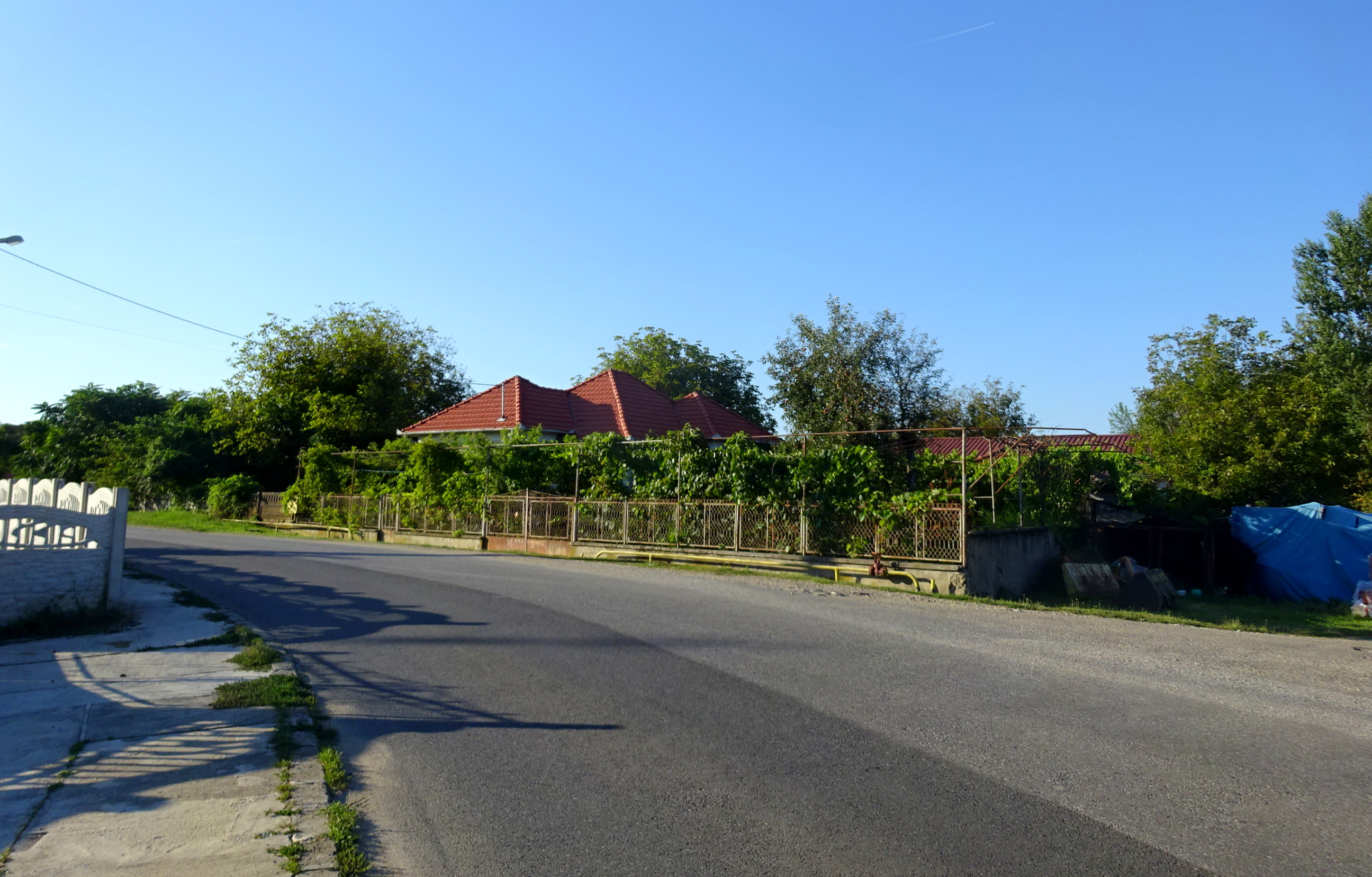
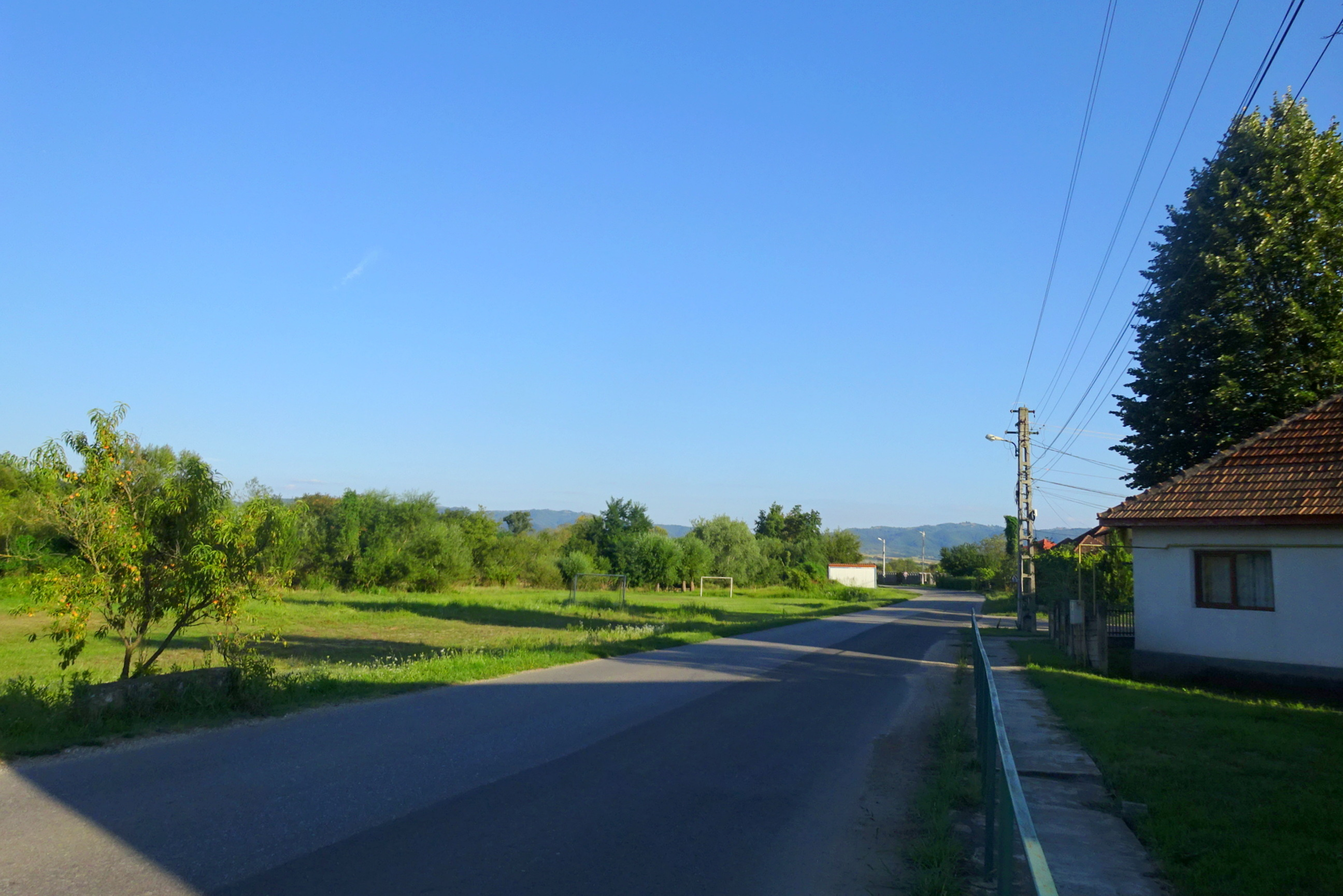
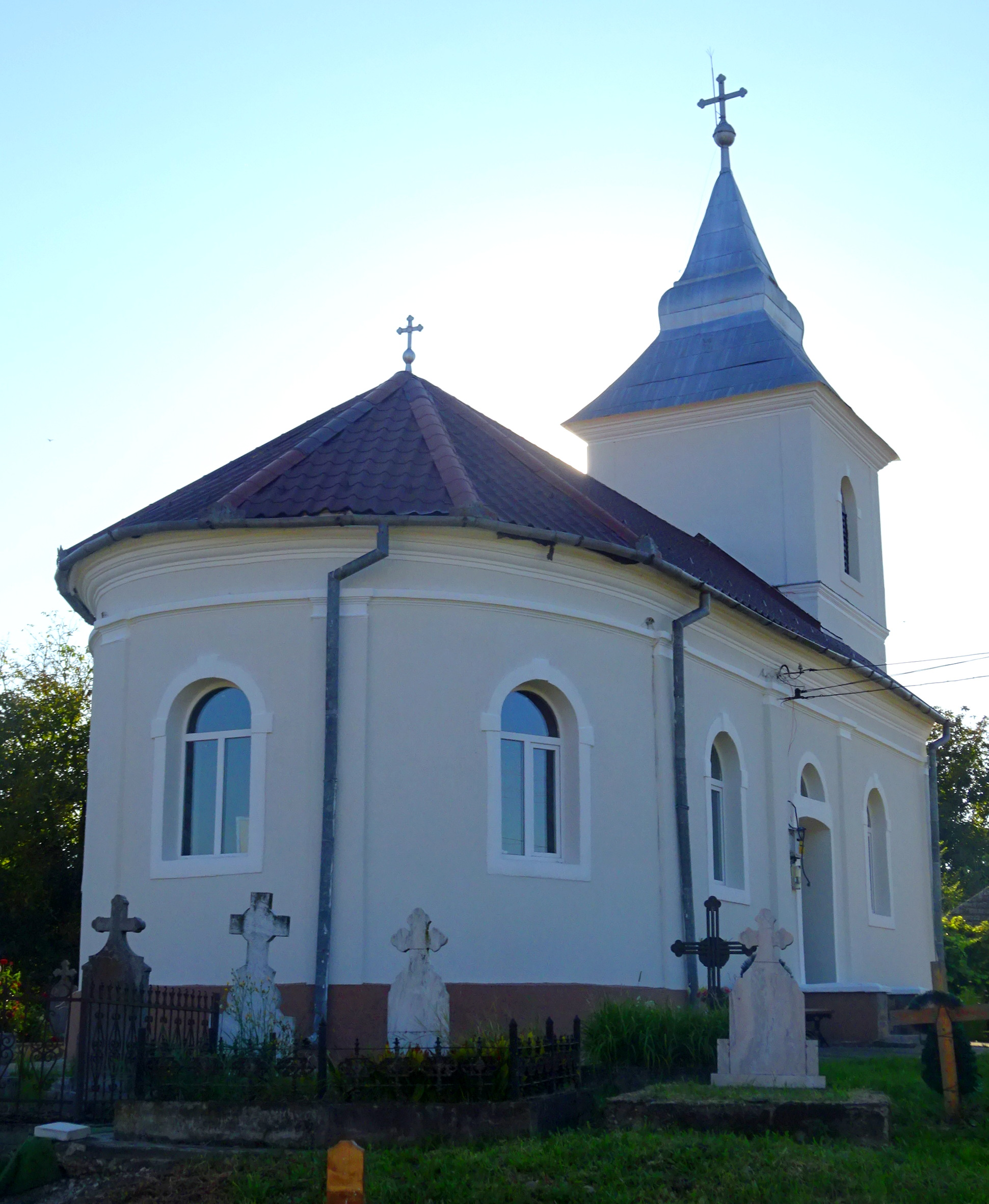
Biserica Sfinții Arhangheli din Ohaba Streiului (1912-1916)